# Rio Chopim
Rio Chopim är ett vattendrag i Brasilien.   Det ligger i delstaten Paraná, i den södra delen av landet, 1 200 km sydväst om huvudstaden Brasília.
Omgivningarna runt Rio Chopim är en mosaik av jordbruksmark och naturlig växtlighet. Runt Rio Chopim är det ganska tätbefolkat, med 78 invånare per kvadratkilometer.